# 朝阳公园 (长春)
朝阳公园是吉林省长春市的一座园林式湖泊绿地公园。公园地处长春市朝阳区新民大街中段的西侧，占地面积57万平方米，园内拥有7万平方米水面的人工湖泊，俗称小南湖，因毗邻长春城区内最大的湖泊——长春南湖而得名。

## 历史
朝阳公园始建于1934年，它是满洲国时期规划建立的公园，因毗邻顺天大街（今新民大街），故时称“顺天公园”，并立有石碑标记，当时修建的混凝土桥和混凝土溢洪道至今仍在使用。国民政府统治时期随街路改名为“民权公园”，1949年后更名为“新民公园”，后改称“朝阳公园”，于1980年重新整修开园。

## 特色
朝阳公园以自然地形见长，地势西高东低，规模不大，但风景优美。园内草木葱茏茂密，湖泊溪流相互点缀，相得益彰。特别是叠石假山，曲桥碧水，清幽雅致，颇有江南风韵。
以园景装点街景，用街景衬托园景是朝阳公园的另一特色。驻足园内向东眺望，八大部建筑的彩色屋顶在蓝天白云衬托下与园内景色相映成趣。
吉林电视塔位于公园东南部，若登上这座吉林省内最高的电视塔，满园秀色会尽收眼底，临近的文化广场、八大部等历史文化遗迹也将一览无余。